# Рослинний слиз
Рослинний слиз — високомолекулярні безазотисті речовини, які дуже розбухають у воді й утворюють колоїдні розчини. Хімічно належать до чистих полісахаридів з уроновими кислотами, до поліуронідів та інших сполук; рідка лікарська форма, яка містить в розчиненому вигляді або у вигляді суспензії різні види рослинного слизу (слизи одержують шляхом обробки водою слизистих речовин рослинного походження). Слизи певних лікарських рослин належать до біологічно активних речовин.

## Дія слизів
Слизовий колоїдний розчин захищає слизові оболонки при запаленні, пом'якшує больові відчуття й сприяє процесові загоєння. Спричинене запаленням сильне виділення власних слизових субстанцій зменшується, а введені в організм як ліки слизи ферментативно не розкладаються, організмом не засвоюються і не перетравлюються. Ця властивість сприятливо діє на кишку при хронічних закрепах, які настають внаслідок запалення слизових оболонок. Вони добре діють і при діареї та посиленій перистальтиці, але вже через те, що рослинні слизи поглинають подразнюючі речовини й рідину. Насамперед їх застосовують при дратливому кашлі, а також для полоскань горла та компресів при ураженнях шкіри та виразках.

## Слизи як форма ліків
Слизи належать до рідкої форми ліків (поряд з розчинами, аерозолями, краплями, настоями, мікстурами, емульсіями та відварами). Ця форма здавна поширена в медицині й має велику популярність у лікарів різних спеціальностей.
Слизи — густі, в'язкі рідини. Частки слизу, як і частки суспензій, мають електричні заряди. Тільки їхні частки по-різному взаємодіють з водою: частки суспензій мають невелику спорідненість до води й не утворюють навколо себе оболонок, а частки слизу притягують молекули води, які утворюють навколо них водні оболонки, що має значення для стійкості слизу.
Слизи, бувши фармакологічно індиферентними, при вживанні всередину мають властивість вкривати слизову оболонку шлунка й кишки тонким шаром і тим оберігають її від безпосередньої дії лікарських речовин, призначуваних у суміші зі слизовими речовинами, а також уповільнюють їх всмоктування й подовжують дію. При призначенні лікарських речовин, які подразнююче діють на слизову оболонку шлунка й кишки, рекомендують додавати до них слизи в кількості 10-50% і більше.

## Слизи у лікарських рослинах
До справжніх слизів, які мають в основі слизову кислоту, відносять слизи насіння льону, липового цвіту й кореня алтеї, а до несправжніх — слиз із бульб зозулинця, який в основі має щавелеву кислоту, а також слизи з лишайників і водоростей, у яких є або ліхенін або ламірин.
Багато грудних чаїв та зборів від кашлю, а також рослинних соків і екстрактів (підбіл, плоди малини) й проносних чаїв містять слизові речовини. Сироп з алтеї — неодмінна складова частина відкашлювальних чаїв і тинктур. Агар з водоростей, трагакант і насіння льону входять до складу офіцінальних препаратів — це хороші нешкідливі проносні засоби. Організм до них не звикає, їх можна використовувати тривалий час.
Основні джерела слизових речовин: агар, гуміарабік, листя і квіти підбілу, ісландський мох, насіння льону, квітки і листя мальви.
Слиз овочевих рослин — гідрофільні полісахариди, які накопичуються в насінні, корінцях та інших продуктових органах у слизових ходах. За хімічним складом нейтральний слиз подібний до геміцелюлози, а кислий — до камеді. Слиз відіграє важливу роль під час набухання та проростання насіння. Наприклад, уже через декілька годин посіяне насіння кавуна покривається слизовою оболонкою і для такої насінини уже не страшні різкі перепади вологості ґрунту. Найбільшим шаром слизу покривається насіння васильків (базиліку), льону та подорожнику, що навіть перешкоджає висіванню намоченого насіння. Овочеві рослини з великою кількістю слизу дуже корисні для приготування дієтичних страв, які лікують гастрити та виразки шлунку.